# Zorkul
Zorkul (tadžički: Зоркӯл) je jezero u planinskom masivu Pamir koji se proteže duž granice između okruga Wakhan u pokrajini Badahšan u Afganistanu i autonomne regije Gorno-Badahšan u Tadžikistanu. Dio je i nacionalnog parka Wakhan u Afganistanu i nacionalnog parka Tadžik.

## Geografija
Jezero Zorkul proteže se od istoka prema zapadu oko 25 km. Afganistansko-tadžikistanska granica ide duž jezera od istoka prema zapadu, skrećući na jug prema vrhu Konkord (5469 m), oko 15 km južno od jezera. Sjeverni dio jezera nalazi se u Gorno-Badahšanu gdje je zaštićeno kao dio prirodnog rezervata Zorkul. Iz jezera, prema zapadu, istječe rijeka Pamir, koja prati afganistansko-tadžikistansku granicu. To je izvor Amu Darje. Veliki Pamir proteže se južno od jezera.

## Povijest
Jezero se nalazi na Putu svile. Nazivan je "Velikim zmajevim bazenom" u kineskim povijesnim zapisima.
Područje je osvojio Ahmad Šah Durrani 1750. godine i postalo je dijelom Carstva Durrani. Jezero i rijeka uspostavljeni su 1895. godine kao nova granica između Ruskog Carstva i Emirata Afganistana. Opći ugovor o prijateljstvu potpisan je između dviju sila, slažući se da će područje jezera biti prirodni rezervat, te da niti jedno carstvo neće postavljati nacionalne ili međunarodne vojne snage unutar određene udaljenosti od granice, niti osnivati naseljene zajednice u tom području.
Iako postoji vjerojatno spominjanje jezera u izvještaju Marka Pola, prvi Europljanin za kojeg se zna da je posjetio jezero bio je britanski mornarički časnik John Wood 1838. Sir-i-kol je Britancima postao poznat kao Viktorijino jezero, po britanskoj kraljici, iako ga je Wood odbio tako nazvati. Bilo je poznato i kao "jezero Victoria u Pamiru" kako bi se razlikovalo od mnogo većeg Viktorijinog jezera u Africi.

## Reference
1. ↑  Diment, Alex; Hotham, Paul; Mallon, David. Siječanj 2012. First biodiversity survey of Zorkul reserve, Pamir Mountains, Tajikistan. Oryx (engleski). 46 (1): 13. doi:10.1017/S0030605311002146. ISSN 1365-3008
2. ↑  Annieandpaddy. 10. kolovoza 2016. Pamirs 2: Murghab to Khargush via Zorkul Lake. COMPLETE TANDEMONIUM (engleski). Pristupljeno 24. srpnja 2020.
3. ↑  孙燕. 5. rujna 2013. "世界屋顶"的中国痕迹 –. 中国民族宗教网 (mzb.com.cn) (kineski). Inačica izvorne stranice arhivirana 3. veljače 2017. Pristupljeno 2. veljače 2017.. 这个“大龙池”，学界已经基本形成共识，就是塔吉克斯坦境内的佐库里湖（Zorkul）
4. ↑  Shahrani, M. Nazif.
5. ↑  The Travels of Marco Polo, Book 1, Chapter 32: "Of the Great River of Badahshan; and the Plain of Pamier" (...you find a great lake between two mountains, and out of it a fine river running through a plain).
6. ↑  Keay, J. (1983) When Men and Mountains Meet ISBN 0-7126-0196-1 Chapter 9
7. ↑  H.C. Rawlinson, "Monograph of the Oxus", Journal of the Royal Geographical Society of London, Vol.
8. ↑  Zorkul State Reserve. UNESCO World Heritage Centre (engleski). Pristupljeno 24. srpnja 2020.
9. ↑  BirdLife Data Zone. datazone.birdlife.org. Pristupljeno 24. srpnja 2020.